# Paropsia grandiflora
Paropsia grandiflora je biljka iz porodice Passifloraceae, roda Paropsia.Prihvaćeno je ime.
Raste na Madagaskaru (Antsiranana). Primjerci su pokupljeni na visinama od 50 do 1000 metara nadmorske visine, a modalno su od 100 do 500 mnv.
Svrstana u IUCN-ovu popisu ugroženih vrsta kao "ranjiva" odnosno "osjetljiva", i prema procjenama i opadajućeg broja. Prirodno stanište su joj šume.

## Vanjske poveznice
- Paropsia na Germplasm Resources Information Network (GRIN)  Arhivirana inačica izvorne stranice od 3. svibnja 2013. (Wayback Machine), SAD-ov odjel za poljodjelstvo, služba za poljodjelska istraživanja.